# شعار كوستاريكا
صمم شعار كوستاريكا في عام 1848، وأُدخلت تعديلات عليه في 1906 و1964 و1998. وأخر تعديل في الشعار كان إضافة الدخان لتمييز البراكين الثلاثة.

## معرض صور